# Ilhas Baleares
As Ilhas Baleares (em castelhano: Islas Baleares; em catalão e oficialmente: Illes Balears) são um arquipélago do Mediterrâneo ocidental, uma província e comunidade autónoma espanhola. Formadas por quatro grandes ilhas (Maiorca, Minorca, Ibiza e Formenteira) e diversos atóis e ilhotas, são atualmente reconhecidas enquanto nacionalidade histórica. A sua capital é Palma de Maiorca.

## Geografia
O arquipélago das ilhas Baleares abarca Maiorca e as ilhas adjacentes de Cabreira, Coelhos e Dragonera, bem como as menores de Redonda, Plana e Furada; Minorca, com as ilhas de Colom e do Ar; e as Pitiusas (Ibiza, Formenteira e as ilhas adjacentes de Tagomago, Santa Eulália, Coelheira, Espartel, Espalmador Vedrã, Bosque, Bledas e Margaridas). No total, o território possui uma área de 4 492 km² e atingem o seu ponto mais alto no Puig Major da serra de Tramuntana em Maiorca. As coordenadas geográficas compreendem os 40º5'48' e 38° 40′ 30″ de latitude N e entre 1° 12′ 47″ i 4º19' de longitude E. Ibiza está separada da costa continental ibérica (Comunidade Valenciana) por apenas 75 km , os mesmos que a separam de Maiorca. A distância mínima entre Minorca e Maiorca é de apenas 35 km.

## História
As ilhas têm estado povoadas desde tempos remotos.Os primeiros registros de seres humanos são datados do século V. A presença de gregos, fenícios, cartagineses e romanos foram fracas e duraram pouco tempo.
De acordo com Diodoro Sículo, possivelmente citando Timeu, Maiorca era a oitava ilha em tamanho do Mediterrâneo, após a Sicília,a Sardenha, Chipre, Creta, Eubeia, Córsega e Lesbos. Pelas medições modernas, Maiorca é maior do que Lesbos.
Os gregos chamavam as ilhas Baleares de Gymnesiae, porque os seus habitantes andavam nus no verão. O nome Baleares vem do latim Baliarides, porque os seus habitantes eram hábeis em atirar pedras com estilingues (chamados de fundas). Na época de Diodoro Sículo, as ilhas chegaram a ter mais de 30 000 habitantes.
Os baleares valorizavam muito as suas mulheres e, quando elas eram raptadas por piratas, o preço do resgate era equivalente ao de três ou quatro homens. Eles não usavam ouro nem prata, alegando como motivo a expedição que Héracles tinha feito contra Gerião, filho de Crisaor, que tinha muito ouro e prata; por isso não queriam ter nada que outros cobiçassem: quando eles serviram aos cartagineses,acabaram usando todos estes recursos em mulheres e vinho.
Os seus costumes de casamento surpreenderam Diodoro Sículo: a noiva, durante a festa do casamento, deitava-se com os parentes e amigos, começando pelo mais velho, e indo em ordem, sendo o último a deitar-se com ela era o noivo. Os seus usos funerários também eram considerados estranhos, pois eles esquartejavam o morto e colocavam as suas partes dentro de um vaso, o enterrando com pedras. O seu equipamento militar consistia de três fundas, sendo muito hábeis, nunca errando o alvo. Eles treinavam com a funda desde pequenos: prendiam um pão a uma estaca e só deixavam cada menino comê-lo depois de lhe ter acertado com uma pedra.
A primeira civilização que criou uma verdadeira sociedade nestas ilhas foi a islâmica, que as habitou até o período da Reconquista.
As Baleares atualmente têm duas línguas oficiais: o catalão (já que foram repovoadas maioritariamente por pessoas de Rosellón, Girona e da Catalunha durante a Reconquista) e o castelhano (falado em todo o território nacional espanhol). Nas zonas turísticas, as línguas suplementares são o inglês e alemão.

## Demografia
População por ilhas (2005):
- Maiorca - 777 821
- Ibiza - 111 107
- Minorca - 86 697
- Formentera - 7506

População por cidades (2005):
- Palma de Maiorca - 375 773
- Ibiza - 42 797
- Maó - 27 669
- Cidadela - 26 972
- Formentera - 7506

A população total das ilhas era de 1.105.184 pessoas em 2010, das quais 21,9 % não era espanhola. As Baleares eram a comunidade autônoma a ter a maior porcentagem de estrangeiros em sua população e a segunda província no número de população estrangeira (depois de Alicante, na Comunidade Valenciana).

## Política e administração
As ilhas Baleares são uma Comunidade Autónoma da Espanha, regida pelo seu estatuto de autonomia regional. Há três conselhos insulares: em Maiorca, Minorca e no arquipélago das Pitiusas. Maiorca tem também comarcas históricas que ainda que não são reconhecidas oficialmente pelo governo espanhol.
A capital das ilhas Baleares e também a maior cidade da Comunidade Autônoma é a cidade de Palma de Maiorca, que localmente é chamada de Ciutat em Maiorca, ou simplesmente Palma no resto do mundo. Ali também está a sede do Governo Balear e do Conselho Insular de Maiorca.

## Economia
Recentemente, o arquipélago tornou-se um local de interesse turístico por suas praias o que praticamente transformou toda a economia da região. Mais de um 70% da população (2001) dedica-se ao setor terciário. A indústria local é majoritariamente têxtil,além de pequenos produções de couro e de calçados.

## Arte

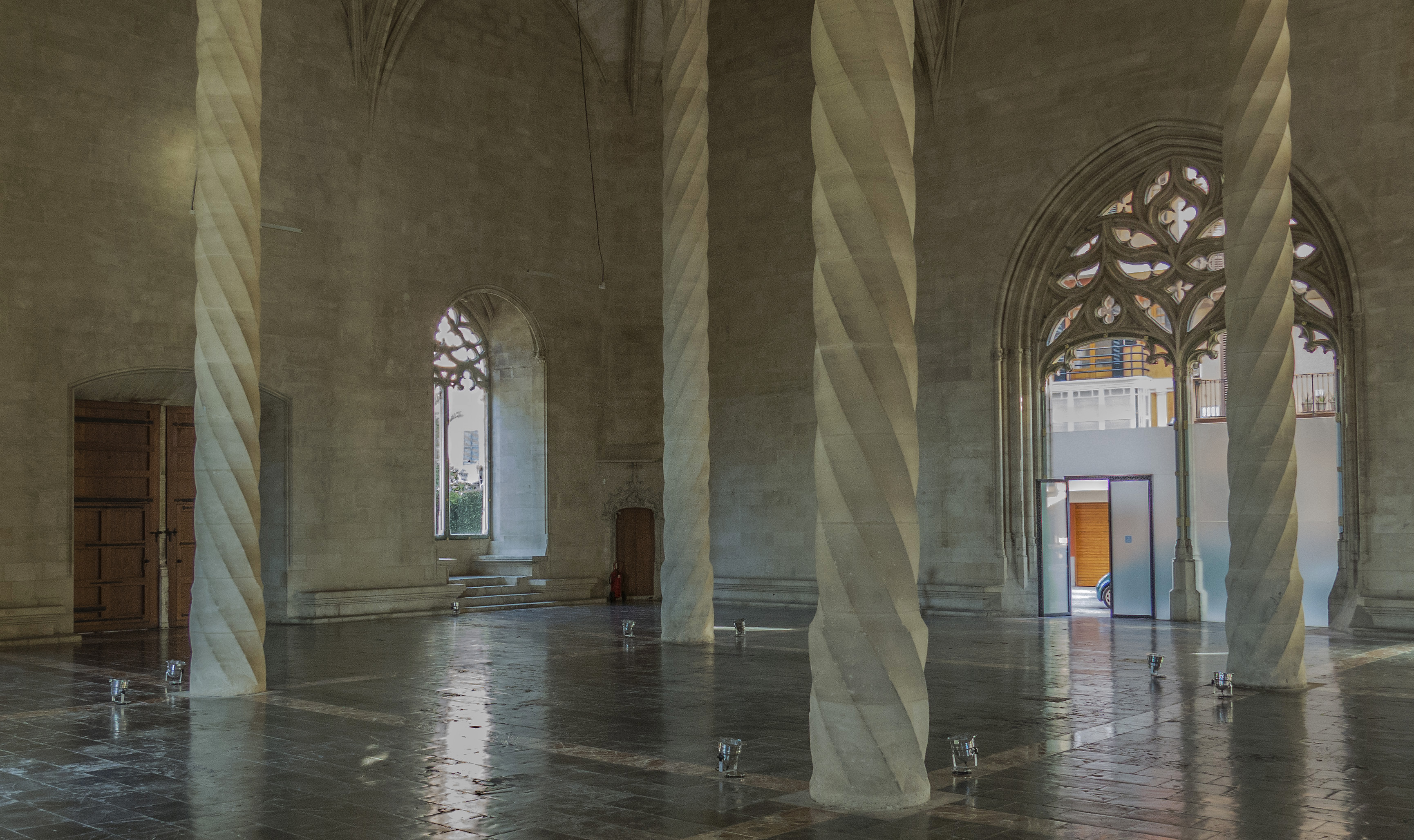
Llotja (mercado), Palma

As ilhas conservam alguns monumentos megalíticos entre os que destacam os talayots, as navetas e as taules, todos eles do período compreendido entre 1800 e 1500 a. C. Ficaram poucos restos da época muçulmana. A Catedral de Palma, a Lota e o Castelo de Bellver são claras mostras da arquitetura gótica. Em Cidadela e Palma existem alguns exemplos da arquitetura do século XVIII, período no que destacou como pintor P. Calvo.